# Gul hyperjätte

Intrinsiska variablea typer i Hertzsprung–Russell-diagrammet visar de gula hyperjättarna (d. v. s. mer lysande än) Cepheid-instabilitetsremsan.

En gul hyperjätte är en hyperjätte av spektraltyp A-K. Hyperjättar är sällsynta stjärnor som har många gånger större massa än solen, ofta 20 - 60 solmassor.
Gula hyperjättar är bland de mest lysande stjärnorna, med absolut magnitud runt -9, men också en av de mest sällsynta med bara 15 kända i Vintergatan och sex av dem i samma stjärnhop. På grund av deras massiva förbränning av sitt eget kärnbränsle lever de bara i snitt 5 miljoner år för att sedan sluta i en supernova eller hypernova (för att sätta saken i perspektiv kommer solens totala livslängd uppskattningsvis vara 12 miljarder år).

## Klassificering
En astrofysisk metod som används för att definitivt identifiera gula hyperjättar är det så kallade Keenan-Smolinski-kriteriet. För att uppfylla detta bör alla stjärnans absorptionslinjer breddas utöver vad som förväntas för ljusa superjättestjärnor och även visa starka tecken på betydande massförlust. Dessutom bör minst en utbredd Ha-komponent vara närvarande. De kan också visa mycket komplexa Ha-profiler, som typiskt har starka emissionslinjer i kombination med absorptionslinjer.
Terminologin hos gula hyperjättar kompliceras ytterligare genom att hänvisa till dem som antingen kalla hyperjättar eller varma hyperjättar, beroende på sammanhanget. Kalla hyperjättar avser alla tillräckligt ljusa och instabila stjärnor svalare än blå hyperjättar och LBV (ljusblå variabel), inklusive både gula och röda hyperjättar. Termen varma hyperjättar har använts för starkt ljusa stjärnor av klass A och F i M31 och M33, som inte är LBVs, liksom mer generellt för gula hyperjättar.

## Egenskaper
Gula hyperjättar upptar en region i Hertzsprung-Russell-diagrammet ovanför instabilitetsremsan, en region där relativt få stjärnor finns och där stjärnorna är generellt instabila. Spektral- och temperaturintervallet är approximativt A0-K2 respektive 4 000-8 000 K. Området är avgränsat på högtemperatursidan av det gula evolutionära utrymme där stjärnor av denna ljusstyrka blir extremt instabila och upplever allvarlig massförlust. Detta utrymme separerar gula hyperjättar från ljusblå variabler, även om gula hyperjättar vid dess hetaste och ljusblåa variabler vid dess svalaste skeden kan ha ungefär samma temperatur nära 8 000 K. Vid den lägre temperaturen är gula hyperjättar och röda superjättar inte tydligt åtskilda; RW Cephei (4 500 K, 555 000 L ☉) är ett exempel på en stjärna som delar egenskaper hos både gula hyperjättar och röda superjättas.

## Kända gula hyperjättar
- Rho Cassiopeiae
- V509 Cassiopeiae
- IRC+10420 (V1302 Aql)
- IRAS 18357-0604[7]
- V766 Centauri (= HR 5171A) (possibly a red supergiant[8])
- HD 179821
- IRAS 17163-3907
- V382 Carinae
- RSGC1-F15[9]

I stjärnhopen Westerlund 1:
- W4
- W8a
- W12a
- W16a
- W32
- W265

I andra galaxer:
- HD 7583 (R45 i Lilla magellanska molnet (SMC)[11]
- HD 33579 (i Stora magellanska molnet (LMC)
- HD 269723 (R117 i LMC)[11]
- HD 269953 (R150 i LMC)[11]
- HD 268757 (R59 i LMC)[11]
- Variabel A (i M33)[12]
- B324 (i M33)[12]